# Carl Weathers
Carl Weathers (n. 14 ianuarie 1948, parohia Orleans⁠(d), Louisiana, SUA – d. 2 februarie 2024, Los Angeles, California, SUA) a fost un actor american și fost jucător de fotbal american. Este cunoscut pentru interpretarea rolului lui Apollo Creed⁠(d) în franciza Rocky.

## Filmografie

### Film
| An   | Titlu                              | Rol                                      | Note                                                                     |
| ---- | ---------------------------------- | ---------------------------------------- | ------------------------------------------------------------------------ |
| 1973 | Magnum Force                       | Demonstrator                             | nemenționat                                                              |
| 1975 | Friday Foster                      | Yarbro                                   | [ 8 ]                                                                    |
| 1975 | Bucktown                           | Hambone                                  | [ 8 ]                                                                    |
| 1976 | The Four Deuces                    | Taximetrist                              | [ 9 ]                                                                    |
| 1976 | Rocky                              | Apollo Creed                             | [ 8 ]                                                                    |
| 1977 | Close Encounters of the Third Kind | MP Officer                               | [ 10 ]                                                                   |
| 1977 | Semi-Tough                         | Dreamer Tatum                            | [ 11 ]                                                                   |
| 1978 | Force 10 from Navarone             | Sgt. Olen Weaver                         | [ 8 ]                                                                    |
| 1979 | Rocky II                           | Apollo Creed                             | [ 12 ]                                                                   |
| 1981 | Death Hunt                         | George Washington Lincoln "Sundog" Brown | [ 13 ]                                                                   |
| 1982 | Rocky III                          | Apollo Creed                             | [ 12 ]                                                                   |
| 1985 | Rocky IV                           | Apollo Creed                             | Director's cut, lansare din 2021                                         |
| 1987 | Predator                           | Colonel Al Dillon                        | [ 8 ]                                                                    |
| 1988 | Action Jackson                     | Sgt. / Lt. Jericho "Action" Jackson      | Nominalizare—NAACP Image Award for Outstanding Actor in a Motion Picture |
| 1992 | Hurricane Smith                    | Billy "Hurricane" Smith                  | [ 15 ]                                                                   |
| 1996 | Happy Gilmore                      | Derick "Chubbs" Peterson                 | [ 16 ]                                                                   |
| 2000 | Little Nicky                       | Derick "Chubbs" Peterson                 | nemenționat                                                              |
| 2002 | Eight Crazy Nights                 | GNC Water Bottle                         | Voce                                                                     |
| 2004 | Balto III: Wings of Change         | Kirby                                    | Voce                                                                     |
| 2006 | The Sasquatch Gang                 | Dr. Artimus Snodgrass                    | [ 20 ]                                                                   |
| 2007 | The Comebacks                      | Freddie Wiseman / Narrator               | [ 21 ]                                                                   |
| 2013 | Sheriff Tom Vs. The Zombies        | President Weathers                       | Cameo                                                                    |
| 2014 | Think Like a Man Too               | Mr. Davenport                            | nemenționat                                                              |
| 2019 | Toy Story 4                        | Combat Carl                              | Voce                                                                     |

### Televiziune
| An         | Titlu                                  | Rol                                 | Note |
| ---------- | -------------------------------------- | ----------------------------------- | --- |
| 1975       | Good Times                             | Calvin Brooks                       | Episodul: "The Nude" |
| 1975       | Cannon                                 | Dan Daily Chronicle reporter        | Episodul: "The Hero" |
| 1975       | The Six Million Dollar Man             | Stolar                              | Episodul: "One of Our Running Backs Is Missing" |
| 1975       | Kung Fu                                | Bad Sam                             | Episodul: "The Brothers Caine" |
| 1976       | Starsky & Hutch                        | Al Martin                           | Episodul: "Nightmare" |
| 1976       | Barnaby Jones                          | Jack Hopper                         | Episodul: "The Bounty Hunter" |
| 1977       | Quinn Martin's Tales of the Unexpected | Hank Dalby                          | Episodul: "A Hand For Sonny Blue" |
| 1977       | Streets of San Francisco               | Officer Hague                       | Episodul: "Innocent No More" |
| 1977       | The Hostage Heart                      | Bateman Hooks                       | Film TV |
| 1978       | The Bermuda Depths                     | Eric                                | Film TV |
| 1985       | Braker                                 | Lt. Harry Braker                    | Film TV |
| 1986       | The Defiant Ones                       | Cullen Monroe                       | Film TV |
| 1986       | Fortune Dane                           | Fortune Dane                        | Rol principal, 5 episoade |
| 1989–90    | Tour of Duty                           | Col. Carl Brewster                  | Rol secundar, 9 episoade |
| 1990       | Dangerous Passion                      | Kyle Western                        | Film TV |
| 1991–1993  | Street Justice                         | Adam Beaudreaux                     | Rol principal, 44 episoade |
| 1993–1995  | In the Heat of the Night               | Police Chief Hampton Forbes         | Rol principal, 28 episoade |
| 1995       | OP Center                              | Gen. Mike Rodgers                   | Film TV |
| 1997       | Assault on Devil's Island              | Roy Brown                           | Film TV |
| 1999       | Assault on Death Mountain              | Roy Brown                           | Film TV |
| 2003; 2007 | The Shield                             | Joe Clark                           | Episoadele: "Haunts", "Partners" |
| 2004–2013  | Arrested Development                   | Carl Weathers                       | 4 episoade |
| 2005       | Alien Siege                            | Gen. Skyler                         | Film TV |
| 2008       | Phoo Action                            | Chief Benjamin Benson               | pilot TV |
| 2008       | ER                                     | Louie Taylor                        | Episode: "Oh, Brother" |
| 2010       | Psych                                  | Boone                               | Episode: "Viagra Falls" |
| 2011; 2013 | Regular Show                           | God of Basketball, Basketball King  | Voci; Episoadele: "Slam Dunk", "Bank Shot" |
| 2012       | American Warships                      | Gen. McKraken                       | Film TV |
| 2013       | Toy Story of Terror!                   | Combat Carl and Jr                  | Voce; special TV |
| 2016       | Colony                                 | Beau                                | Rol secundar, 7 episoade |
| 2016–2017  | Chicago P.D.                           | State's Attorney Mark Jefferies     | 4 episoade |
| 2016–2017  | Chicago Fire                           | State's Attorney Mark Jefferies     | 2 episoade |
| 2017       | Chicago Justice                        | State's Attorney Mark Jefferies     | Rol principal, 13 episoade |
| 2017–2019  | Star vs. the Forces of Evil            | Omnitraxus Prime, voci suplimentare | Voce; Rol secundar, 10 episoade |
| 2018       | Law & Order: Special Victims Unit      | State's Attorney Mark Jefferies     | Episodul: "Zero Tolerance" |
| 2018       | Magnum P.I.                            | Dan Sawyer                          | Episodul: "From the Head Down" |
| 2019       | Pinky Malinky                          | The Apologizer                      | Voce |
| 2019–2023  | The Mandalorian                        | Greef Karga                         | 10 episoade; Regizor: "Chapter 12: The Siege" și "Chapter 20: The Foundling" Nominalizare—Primetime Emmy Award for Outstanding Guest Actor in a Drama Series |